# Gallov Rezső
Gallov Rezső (Arad, 1936. július 13. –) edző, újságíró, sportvezető.

## Pályafutása
Édesapja ékszerész volt Szegeden, egyetemre jelentkezett, de osztályellenségként nem vették fel. Az érettségi után volt kocsikísérő, pincekövező, kabinos a városi gőzfürdőben, később csillés a kendergyárban, majd két kis pónival fuvarozó. Ekkor kezdett komolyan vízilabdázni, néhány év múlva a Budapesti Honvéd csapatába került. Brandi Jenő, a Budapesti Honvéd edzője hívta, mert 1956-ban sokan elmentek külföldre és megcsappant a játékosállomány.
1956 és 1965 között, a Szeged, a Szolnok, a Bp. Honvéd, majd a Csepel Autó játékosa volt. Az Országos Testnevelési és Sporthivatalt az atlantai olimpiáig vezette. 1971 és 1972-ben a Magyar Úszó Szövetség főtitkára volt. A 2000. évi nyári olimpiai játékokon Sydney-ben a Nemzeti Sport főmunkatársaként vett részt.

## Művei
- Gallov Rezső, Peterdi Pál: A Csaszi; Nemzeti Sportuszoda, Budapest, 1996
- , ISBN 963-04-8591-5
- Gallov Rezső, Antal Zoltán, Kocsis L. Mihály: Amerikai arénák, Sport, 1983, ISBN 9632535790
- Rajki Béla, Gallov Rezső, Dömötör Zoltán, Lemhényi Dezső: Korszerű vízilabdázás, Sport, 1985, ISBN 9632534344
- Gallov Rezső, Kocsis L. Mihály: Amerikai gladiátorok, Magánkiadás, 1991, ISBN 9630416085
- Értük szólt a Himnusz; szerk. Gallov Rezső, Ruza József; Minden Idők Legjobb Magyar Sportolói Egyesület, Bp., 1997
- Gyarmati Dezső, Gallov Rezső, Ruza József: Aranykor (A magyar vízilabdázás története), Herodotosz Könyvkiadó és Értékesítő Bt., 2001, ISBN 9630068281
- Hitseker Mária, Dr. Szabó Lajos, Makó Éva, Dr. Takács Ferenc, Gallov Rezső: Magyar Sportenciklopédia I. (A-K), Kossuth Kiadó Rt., 2002, ISBN 963094281X
- Frenkl Róbert, Gallov Rezső, Dr. Bakanek György: Mi történt Athénban? (Doppingtitkok nyomában), Paracelsus Bt., 2004, ISBN 9634603572
- Gallov Rezső: Olimpiák Peking előtt – Kezdetei, botrányai, furcsaságai, terroristái, főurai és a kínaiak, Magyar Edzők Társasága, 2008, ISBN 9789630635875
- Butykó; Mező Ferenc Sportközalapítvány, Bp., 2009
- Gallov Rezső: Londoni olimpiák 1908, 1948, 2012, Kossuth Kiadó Zrt., 2011, ISBN 9789630967372

## Díjai, elismerései
- Magyar Népköztársasági sportérdemérem bronz fokozat (1968)[3]
- Munka Érdemrend bronz fokozata (1972)[4]
- Magyar Köztársasági Érdemrend középkeresztje (1992)[5]
- MOB-médiadíj (1999)
- Magyar Sportújságírók Szövetsége: életműdíj (2011)
- MOB-médiadíj (életműdíj) (2017)[6]
- European Olympic Laurel (2017)[7]
- Brüll Alfréd-életműdíj (2022)[8]